# Hohokum
Hohokum est un jeu vidéo de type art game et sorti en 2014. Il est développé par Honeyslug en collaboration avec l'artiste britannique Richard Hogg et de Sony Santa Monica et édité par Sony pour la PlayStation 3, la PlayStation 4, et la PlayStation Vita. 

## Système de jeu
Le joueur contrôle une créature ophioïde qui explore dix-sept mondes. Il n'y a pas d'objectifs définis, le gameplay est basé sur l'exploration d'un monde en vue latérale et la créativité du joueur dans ses interactions avec celui-ci.

## Accueil
- Canard PC : 7/10[2]
- Game Informer 6/10[3]
- Gamekult : 7/10[4]
- GameSpot : 7/10[5]
- Polygon : 6/10[6]
- IGN : 8,8/10[7]
- Jeuxvideo.com : 14/20[8]